# Усть-Гавриловка
Усть-Гаври́ловка (рос. Усть-Гавриловка) — село (колишнє селище) у складі Троїцького району Алтайського краю, Росія. Входить до складу Хайрюзовської сільської ради.

## Населення
Населення — 276 осіб (2010; 517 у 2002).
Національний склад (станом на 2002 рік):
- росіяни — 91 %